# Via Regia

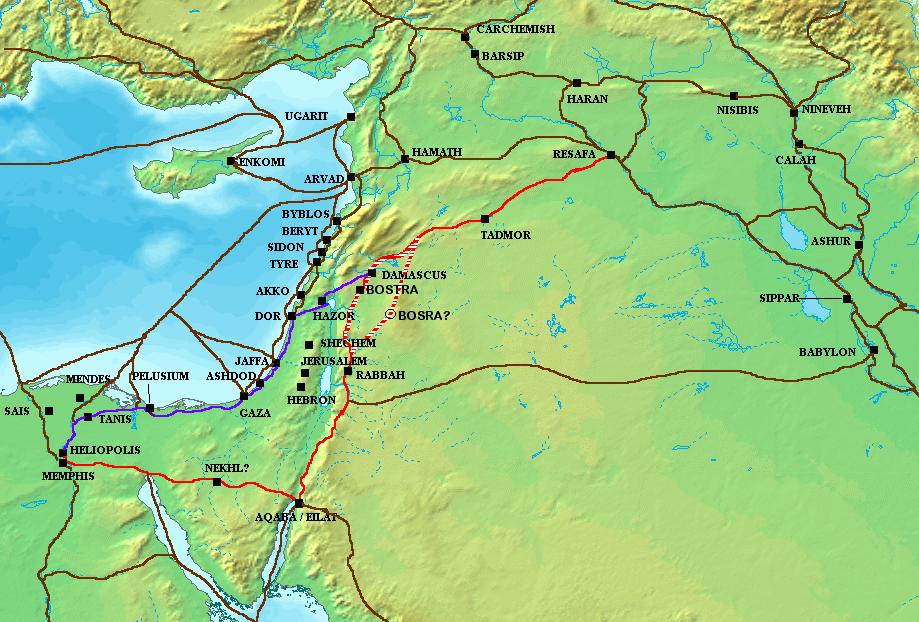
Via Maris (фиолетовый), Via Regia (красный), и другие торговые пути Передней Азии, ок. 1300 до н. э.

Via Regia («Царская дорога») — один из древнейших торговых маршрутов в истории, который вёл из Египта вдоль линии водораздела на плато на восточном берегу Иордана, через Дамаск в Месопотамию и Персию.
Via Regia началась в Египте в Гелиополисе, оттуда шла на восток, через Клисму (современный Суэц), через перевал Митла, египетские форты Нехл и Темед, через пустыню Синай в Эйлат и Акабу к медным рудникам Тимны. Оттуда «Царская дорога» поворачивала на север, поднимаясь на плато к востоку от долины Арава, где её пересекали Дорога специй и Дорога благовоний, мимо Петры и Маана к Удруху, Селе, и Шобаку (во времена крестоносцев крепость Монреаль). Далее она проходила через Керак и земли Эдома и Моава в Мадабу, Рабат-Аммон (современный Амман), Джараш, Бостру, Дамаск, и Тадмор, оканчиваясь в Ресафе (около Эр-Ракка) на Евфрате.
В Библии «царская дорога» упоминается в Ветхом Завете, когда Моисей просил царя Эдомского разрешения воспользоваться ей за плату (Чис. 20:17). «…позволь нам пройти землею твоею: мы не пойдем по полям и по виноградникам и не будем пить воды из колодезей [твоих]; но пойдем дорогою царскою, не своротим ни направо ни налево, доколе не перейдем пределов твоих. Но Едом сказал ему: не проходи через меня, иначе я с мечом выступлю против тебя. И сказали ему сыны Израилевы: мы пойдем большою дорогою, и если будем пить твою воду, я и скот мой, то буду платить за неё; только ногами моими пройду, что ничего не стоит.»
В отличие от Великого шёлкового пути, основной товаропоток Via Regia составляли товары, жизненно необходимые для функционирования экономики. На север шли зерно, медь, льняные ткани; на юг — железо, рыба, шерстяные ткани. Via Regia оказывала важное влияние не только на страны, через которые проходила, Идумею, Моав, Набатею, города Декаполиса, но и на соседние, являясь не только мощным экономическим, но и военно-политическим фактором и путём миграций. Этой дорогой прибыл в Ханаан еврейский патриарх Авраам. Она способствовала и взаимному культурному влиянию, и распространению религиозных идей.
При императоре Траяне дорога была вымощена и стала называться Via Nova Traiana — «Новая Траянова Дорога». Она в то время представляла собой булыжную мостовую шириной в семь метров и являлась одной из самых важных шоссейных дорог на всем Ближнем Востоке. Параллельно с этой магистралью была построена эшелонированная система наблюдения с маленькими крепостями, башнями и сигнальными станциями (Аравийский лимес ). Их задача состояла в контроле над караванными путями и оазисами в пограничной зоне и в наблюдении за всей караванной торговлей.